# Могилы
Моги́ла (Мовилэ, Мовила, Мовилешть, Movileşti) — молдавская и валашская боярская фамилия XVI—XVII вв.
Впервые упоминается в документах под 1499 годом. Родоначальником называют Пурича, герольда воеводы молдавского Стефана III Великого. Его потомки:
- Около 1534 года, во время молдавско-валашских смут, в числе трёх претендентов на валашский престол выступал Моисей Могила.
- В середине XVI века Иоанн Могила занимал высшую в Молдавском княжестве должность — логофета.
- Из его сыновей старший, Иеремия Могила, — господарь молдавский c 1595 по 1606 годы; второй сын Георгий — митрополит Молдавский; третий, Симеон — воевода валашский.
- Пётр Могила, сын Симеона, — киевский митрополит, который возобновил многие древние храмы в Киеве и других городах, много способствовал просвещению паствы. Его именем названа Могилянская академия. Его братья Михаил и Моисей Могила недолго именовались молдавскими господарями, а брат Гавриил Могила дважды был господарём Валахии.
- Дочь Иеремии, Раина (Ирина) Могилянка, мать Иеремии Вишневецкого, бабка польского короля Михаила Корибут-Вишневецкого, была ревнительницей православия и учредительницей монастырей.
- Брат её, Константин Могила, занимал престол Молдавского княжества в 1607-11 гг., другой брат, Александр Могила — в 1615-16 гг.
- Господарь Мирон Барновский-Могила был сыном племянницы Иеремии и Симеона.

## Описание герба
Герб рода Могил, составлен из следующих эмблем: щит разбит на два и рассечен на три, так притом, что средний столб не доходит до верхнего края герба. Щит весь цвета красного, кроме средней полосы, золотой. В первой четверти видим обыкновенный атрибут гербов фамилий молдавского происхождения — воловью голову с кольцом в носу, над головою между рогами звезда, а повыше её корона; во второй четверти две накрест положенные стрелы, а между ними копье, в третьей белая птица, смотрящая влево, несет в носике крест, а над нею корона, и, наконец, в четвёртой польская геральдическая фигура, т. н. novina, или же чаша, в которую поставлен меч. Средняя полоса разбита также на две части, из которых в верхней скрещены две сабли, а в нижней между двумя лунами, обращенными в противоположные стороны, крест.